# Carsten Hansen (skakspiller)
 Der er flere personer med dette navn, se Carsten Hansen.
Carsten Hansen (født 1971) er en dansk skakspiller og forfatter. FIDE, den internationale skak-organisation, har givet ham titlen FIDE-mester. I februar 2009 var hans rating 2307. Hansen er forfatter af bøgerne The Gambit Guide to the English Opening 1...e5 (1999), The Symmetrical English (2001), The Nimzo-Indian: 4. e3 (2003) og Improve Your Positional Chess (2005). Han har også skrevet boganmeldelser for ChessCafe.com.